# ميشيل ريتشارد
ميشيل ريتشارد (بالفرنسية: Michel Richard)‏ هو طاهي فرنسي، ولد في 7 مارس 1948 في بريتاني في فرنسا، وتوفي في 13 أغسطس 2016 في واشنطن العاصمة في الولايات المتحدة بسبب سكتة.